# Bernardí Martorell i Falp
Bernardí Martorell i Falp   (Barcelona, 1843 - 1906) fou un empresari i polític català.

## Biografia
Era fill de l'empresari químic Bernardí Martorell i Montells, de Barcelona, i de Carme Falp i Robert, de Vilanova i la Geltrú. El 1872 es casà amb Josepa Puig i Benítez (1850-1884), natural de Matanzas (Cuba), amb qui va tenir l'arquitecte Bernardí Martorell i Puig i l'advocat Josep Oriol Martorell i Puig. A la mort del seu pare va heretar la casa de la família, situada al carrer de l'Hospital, 99 de Barcelona.
Enginyer químic, fou president i vicepresident de l'Associació d'Enginyers Industrials de Catalunya. Va constituir diverses empreses del sector de l'electricitat i del tèxtil. Va presidir la Comissió Tècnica de l'Exposició Universal de 1888. El mateix any fou nomenat vicepresident de la Cambra de la Propietat Urbana i el 1898 comptador de la Cambra. Membre del Comitè del Partit Conservador de Barcelona des de 1879, a les eleccions municipals de 1890 fou escollit regidor a l'Ajuntament de Barcelona
També fou col·leccionista de pintures i peces científiques, que després va donar al Museu de Ciències situat al parc de la Ciutadella, anomenat Museu Martorell. Membre de la Societat Econòmica Barcelonesa d'Amics del País, de l'Institut Agrícola Català de Sant Isidre i de l'Associació Catalanista d'Excursions Científiques.